# Marsupilami
Marsupilami (trước năm 1975, tại miền Nam Việt Nam dịch ra là Vượn Đốm) là một con vật giả tưởng trong truyện tranh, được sáng tạo bởi André Franquin, xuất bản lần đầu vào ngày 31 tháng 1 năm 1952 trong tạp chí Spirou. Kể từ đó, nó xuất hiện thường xuyên trong loạt truyện Spirou và Fantasio, một bộ truyện tranh của Bỉ được ưa thích. Vào cuối thập niên 1980, Marsupilami đạt được sự thành công với tập truyện tranh ăn theo, Marsupilami, nội dung của Greg, Yann và Dugomier và được vẽ bởi Batem. Sau đó, có hai bộ phim hoạt hình về con vật này cũng như trò chơi điện tử của Sega Genesis và nhiều loại hình khác. Tiểu hành tinh 98494 Marsupilami được đặt theo tên của vượn đốm này.
Tên con vật là từ kết hợp của từ marsupial (thú có túi), cái tên Pilou-Pilou (tên tiếng Pháp của nhân vật truyện tranh Eugene the Jeep, một nhân vật mà Franquin rất yêu thích khi còn bé) và từ ami, tiếng Pháp nghĩa là "bạn". Những cuộc phiêu lưu của Marsupilami đã được dịch ra nhiều thứ tiếng, như tiếng Hà Lan, tiếng Đức, tiếng Tây Ban Nha, tiếng Bồ Đào Nha và cả tiếng Việt. Hiện chỉ có hai tập được dịch sang tiếng Anh có xuất hiện Marsupilami, Spirou and Fantasio tập 15 và 16, dịch bởi Nhà xuất bản Fantasy Flight vào giữa thập niên 1990, tuy nhiên hiện nay chúng đều đã tuyệt bản.

## Hình dáng
Marsupilami là một sinh vật báo với bộ lông màu vàng có đốm đen kiểu như một sinh vật bị chứng nhiễm sắc tố, trong khi những con marsupilami khác đều không có đốm. Những đứa con của cặp marsupilami chính cho thấy chúng khác nhau như thế nào: Bibi cái lông vàng có đốm, Bibu đực lông vàng không có đốm, trong khi con đực khác, Bobo, lại có bộ lông xanh dương.
Những con vật này bắt nguồn từ khu rừng nhiệt đới ở Paloma, một quốc gia hư cấu ở Nam Mỹ và được phân vào loài Marsupilamus fantasii, cũng là một loài hư cấu. Mặc dù trông giống như khỉ, marsupilami vẫn có những điểm đặc trưng: chúng là động vật có vú đẻ trứng, giống như động vật đơn huyệt, có rốn, có thể thở dưới nước, và mỗi con vật trưởng thành sẽ có một cái đuôi dài 7 mét. Cái đuôi này có thể tự uốn cong thành trái banh, và marsupilami thường dùng nó để "đấm" kẻ thù hoặc các con vật ăn thịt, đồng thời đuôi cũng có thể uốn lại thành một cái lò xo, mà con vật dùng nó để nhảy hoặc búng lên rất cao. Ngoài ra, giống như một số loài chim như vẹt hay sáo, Marsupilami có thể bắt chước những từ đơn giản. Sức khỏe của con marsupilami cũng rất đáng chú ý vì nó có thể đập nát đá chỉ bằng cú đập đuôi, hoặc đập vỡ trái dừa với nắm đấm của nó. Marsupilami là loài ăn tạp và xây tổ dạng vỏ sò làm từ cây leo và cành cây, lót bằng lông lấy từ những con chim và vẹt ở gần đó. Con marsupilami khi sống ở một nước ôn đới sẽ thích nghi bằng cách mọc lông dài hơn vào mùa đông.
Những con marsupilami cái có đuôi ngắn hơn con đực một tí, và chúng đi trên ngón chân, trông như đang đi giày cao gót. Con đực có tiếng kêu là "houba", trong khi con cái là "houbi" và con non là "bibi".

## Tên riêng bị thiếu
Cũng cần chú ý rằng tập truyện "Le Marsupilami" bắt nguồn từ con vật được Spirou và Fantasio bắt và sau đó giữ lại để nuôi, và họ chưa bao giờ nghĩ đến việc đặt tên cho nó vì nó là con vật duy nhất. Trong truyện Spirou và Fantasio với tựa đề Le nid des Marsupilamis (Tổ ấm của Marsupilami) có nhắc đến một báo cáo rằng có một gia đình marsupilami hiện còn sống hoang dã ở Palombia. Truyện tranh ăn theo được Batem vẽ sau đó có nhắc đến con marsupilami bố trong gia đình, và vẫn không đặt tên, và nó không phải là con marsupilami trước đây của Spirou.

## Các tập truyện

### Spirou và Fantasio

Spirou et les hommes-bulles, 1959, của Franquin.

Những tập Spirou và Fantasio sau đây có sự xuất hiện của Marsupilami:
- 4. Spirou et les héritiers (1952). Marsupilami lần đầu tiên xuất hiện.
- 5. Les voleurs du Marsupilami (1952, theo ý tưởng của Jo Almo). Câu chuyện này tiếp tục câu chuyện Spirou et les héritiers.
- 7. Le dictateur et le champignon (1953).
- 8. La mauvaise tête (1954) (con marsupilami chỉ xuất hiện trong truyện ngắn ở cuối).
- 9. Le repaire de la murène (1955).
- 10. Les pirates du silence (1956, với Rosy (nội dung) và Will (hình nền)); tiếp theo là La Quick Super (1956).
- 11. Le gorille a bonne mine (1956); tiếp theo là Vacances sans histoires.
- 12. Le nid des Marsupilamis (1957); tiếp theo là La foire aux gangsters.
- 13. Le voyageur du Mésozoïque (1957); tiếp theo là La peur au bout du fil (1959, với Greg trong vai trò biên kịch viên).
- 14. Le prisonnier du Bouddha (1959, với Greg (nội dung) và Jidéhem (hình nền)).
- 15. Z comme Zorglub (1960, với Greg (nội dung) và Jidéhem (hình nền)). Lần đầu xuất hiện Zorglub.
- 16. L'ombre du Z (1960, với Greg (nội dung) and Jidéhem (hình nền)). Phần sau của bộ 2 cuốn.
- 17. Spirou et les hommes-bulles (1959); tiếp theo là Les petits formats (1960); đều với Roba trong vai trò là họa sĩ. Những truyện này, cùng với Tembo Tabou, lần đầu xuất hiện trong một tờ báo, Le Parisien Libéré.
- 18. QRN sur Bretzelburg (1963, với Greg (nội dung) và Jidéhem (hình nền)). Bản dài hơn được xuất bản vào năm 1987 với bản in giới hạn.
- 19. Panade à Champignac (1968; với Peyo và Gos (nội dung)); tiếp theo là Bravo les Brothers (1967; với Jidéhem trong vai trò hoạ sĩ hình nền).
- 20. Le faiseur d'or (1970).
- 24. Tembo Tabou, (1958, với Roba trong vai trò họa sĩ); tiếp theo là các câu truyện ngắn.

### Marsupilami

Robinson Academy (2005). Vẽ bởi Batem, nội dung của Dugomier.

- 0. Capturez un Marsupilami (6/2002) (Tập truyện ngắn). Tranh vẽ và nội dung của Franquin.
- 1. La Queue du Marsupilami (10/1987). Tranh vẽ của Batem và Franquin, nội dung của Greg.
- 2. Le Bébé du bout du monde (6/1988). Tranh vẽ của Batem và Franquin, nội dung của Greg.
- 3. Mars le Noir (3/1989). Tranh vẽ của Batem và Franquin, nội dung của Yann.
- 4. Le Pollen du Monte Urticando (11/1989). Tranh vẽ của Batem, nội dung của Yann.
- 5. Baby Prinz (10/1990). Tranh vẽ của Batem, nội dung của Yann.
- 6. Fordlandia (11/1991). Tranh vẽ của Batem, nội dung của Yann.
- 7. L'Or de Boavista (10/1992). Tranh vẽ của Batem, nội dung của Yann.
- 8. Le Temple de Boavista (10/1993). Tranh vẽ của Batem, nội dung của Yann.
- 9. Le Papillon des cimes (10/1994). Tranh vẽ của Batem, nội dung của Yann.
- 10. Rififi en Palombie (4/1996). Tranh vẽ của Batem, nội dung của Xavier Fauche và Eric Adam.
- 11. Houba Banana (7/1997). Tranh vẽ của Batem, nội dung của Xavier Fauche và Eric Adam.
- 12. Trafic à Jollywood (7/1998). Tranh vẽ và nội dung của Batem.
- 13. Le Défilé du jaguar (9/1999). Tranh vẽ của Batem, nội dung của Kaminka và Marais.
- 14. Un fils en or (6/2000). Tranh vẽ của Batem, nội dung của Bourcquardez và Saive.
- 15. C'est quoi ce cirque!? (9/2001). Tranh vẽ của Batem, nội dung của Dugomier.
- 16. Tous en Piste (6/2003). Tranh vẽ của Batem, nội dung của Dugomier.
- 17. L'orchidée des Chahutas (6/2004). Tranh của của Batem, nội dung của Dugomier.
- 18. Robinson Academy (6/2005). Tranh vẽ của Batem, nội dung của Dugomier.
- 19. Magie Blanche (11/2006). Tranh vẽ của Batem, nội dung của Colman.
- 20. Viva Palombia. (6/2007). Tranh vẽ của Batem, nội dung của Colman.
- 21. Red monster (4/2008). Minh hoạ bởi Batem, kịch bản bởi Colman.
- 22. Chiquito Paradiso (4/2009). Minh hoạ bởi Batem, kịch bản bởi Colman.
- 23. Croc Vert  (5/2010). Minh hoạ bởi Batem, kịch bản bởi Colman.[3]
- 24. Opération Attila (ngày 20 tháng 5 năm 2011). Minh hoạ bởi Batem, kịch bản bởi Colman.[4]
- 25. Sur la piste du Marsupilami (4/2012). Minh hoạ bởi Batem, kịch bản bởi Colmam, Chabat & Doner.
- 26. Santa Calamidad (11/2012). Minh hoạ bởi Batem, kịch bản bởi Colman.

#### Các truyện khác
- L'Encyclopédie du Marsupilami (1991) (cuốn sách này là "bách khoa toàn thư" về cuộc sống của Marsupilami, không phải là truyện tranh). Truyện của Cambier và Verhoest, minh họa bởi Batem và Franquin.

## Phim hoạt hình

### Phim hoạt hình Disney
Bản Marsupilami của Disney lần đầu tiên xuất hiện trên màn ảnh trong tập Raw Toonage vào năm 1992, và được đặt tên cho một chương trình ăn theo trên mạng lưới CBS. Những nhân vật phụ trong Marsupilami gồm có Gorilla Maurice, Voi Stuie, Báo Eduardo, Tên săn trộm Norman, và các nhân vật khác. Câu chuyện gốc về Marsupilami của Franquin chưa bao giờ xuất hiện gorilla hay voi, vì những con vật này sống ở Châu Phi, trong khi marsupilami bắt nguồn từ Nam Mỹ.
Có 13 tập trong bộ phim, và bộ phim kéo dài một mùa. Bộ phim sau đó được chiếu lại trên Kênh Disney và Kênh Toon.

### Phim hoạt hình Marathon
Bộ phim thứ hai, lần này được sản xuất tại Pháp, khởi chiếu vào tháng 3 năm 2000 và chiếu 52 tập trên kênh Canal J của Pháp. Phim được sản xuất bởi Cactus Animation, Marathon Production & Marsu Productions, và nó gần với nguyên bản truyện tranh hơn.
Trong mùa chiếu đầu tiên, Marsupilami phiêu lưu một mình, hoặc với gia đình của nó (con vợ Marsupilamie và ba marsupilami con Bibi, Bibu và Bobo). Ví dụ, trong một tập phim nó đã cứu một nhóm các con thú ở rạp xiếc, đưa chúng quay về thành phố và giúp cho rạp không phải đóng cửa. Trong một tập khác, nó phải đi đến thành phố lần nữa để một trong những đứa con của mình, bị bắt bởi kẻ thù của nó, tên thợ săn Bring M. Backalive. 

Marsupilami và Leo trong cảnh mở đầu của phim Bạn tôi, Marsupilami.

Trong mùa thứ hai, gọi là Mon ami Marsupilami (tạm dịch: Bạn tôi, Marsupilami), Marsupilami và gia đình của nó trở thành bạn tốt với một gia đình loài người, nhà Du Jardin, và đến sống gần họ. Amanda là nhà nghiên cứu Marsupilami, trong khi chồng của bà Jean-Pierre là một kỹ sư máy tính làm việc tại nhà và có 2 đứa con, Leo và đứa bé Zoe. Leo và Marsupilami trở thành những người bạn thân thiết của nhau và họ có nhiều cuộc phiêu lưu, cùng với những người bạn mới và những kẻ thù cũ, như Backalive.
Loạt phim này đã được chiếu ở nhiều quốc gia, như Đức, Bỉ, Canada, Tây Ban Nha, Phần Lan, Síp, Hy Lạp, Ireland, Ý, Bồ Đào Nha, Thụy Sĩ, Nga, Hungary, Slovenia, Maroc, Thổ Nhĩ Kỳ, Mexico, Brasil, Venezuela, Indonesia, Malaysia, Africa Pansat, châu Mỹ La-tinh, Trung Cận Đông, Việt Nam, Thái Lan và Iceland. Tại Việt Nam, ca khúc trong phim được thể hiện bởi Rich Anh Tuấn - em trai Xuân Mai  trong liveshow Con cò bé bé 18 tại Nhà hát Hoà Bình năm 2006.

### Các dự án làm phim
Theo như trang chủ của Marsupilami, họ có kế hoạch làm một bộ phim trực tiếp với đạo diễn là Alain Chabat dự kiến sẽ phát hành vào năm 2008, và một phim hoạt hình vào năm 2010.